# Malchione
Malchione (fl. II secolo) è stato un presbitero bizantino del III secolo, sotto gli imperatori Claudio II e Aureliano.
Uomo istruito e famoso retore, aveva grande familiarità con vari autori pagani, che frequentemente citava. Diresse la locale facoltà di retorica mentre era presbitero ad Antiochia.
Con il suo dibattito contro Paolo di Samosata durante il Sinodo di Antiochia del 268, riuscì a dimostrare l'eresia del vescovo, causandone la condanna e la conseguente deposizione. In tale occasione venne scelto anche per redigere la missiva da inviare ai vescovi di Roma e Alessandria, e attraverso di loro al mondo, dove si denunciava tale eresia.